# Khu đô thị Thượng Silesia

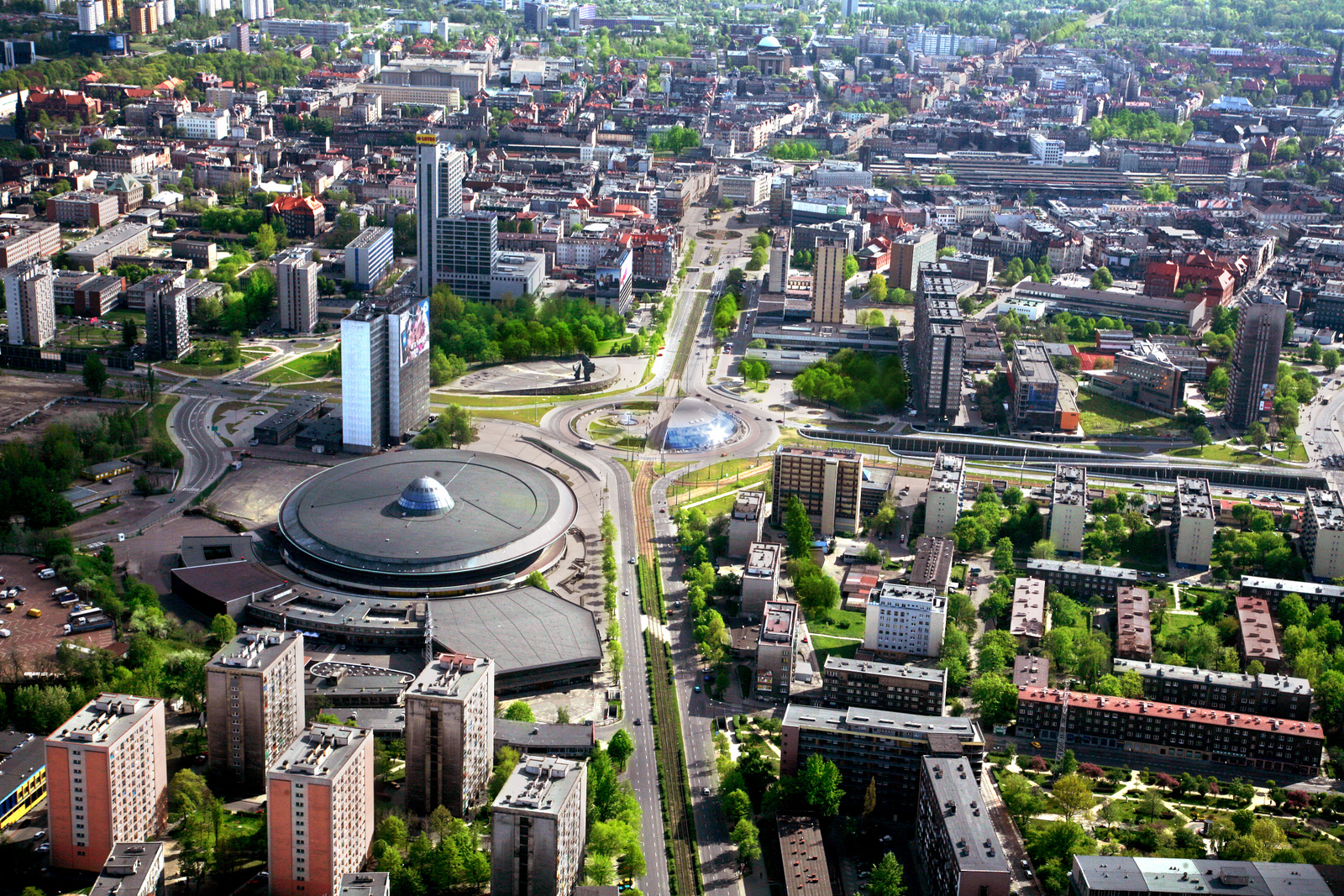
Katowice ở Silesian Voivodeship (Ba Lan), thành phố lớn nhất ở khu vực đô thị Upper Silesian.

Khu vực đô thị Upper Silesian là một khu vực đô thị ở miền nam Ba Lan và đông bắc Cộng hòa Séc, trung tâm là các thành phố Katowice và Ostrava ở Silesia. Nằm trong ba đơn vị hành chính (lớp NUTS -2): chủ yếu là Silesian Voivodeship, một phần nhỏ phía tây của Voerodeship Lesser Ba Lan và một phần nhỏ phía đông của Vùng Moravian-Silesian.
Khu vực này nằm trong Lưu vực Than Upper Silesian. Khu vực đô thị Silesian (5,3 triệu người) với khu vực đô thị Kraków gần đó (1,3 triệu  người) và khu vực đô thị Częstochowa (0,4 triệu ) tạo ra một khu vực đô thị lớn bao gồm 7 triệu người.

## Số liệu thống kê
Khu vực đô thị Upper Silesian có dân số 5.294.000 người, với 4.311.000 (81,43%) ở Ba Lan (khu vực đô thị đa trung tâm Upper Silesian) và 983.000 (18,57%) tại Cộng hòa Séc (Khu đô thị chức năng Ostrava). Theo Nhà xuất bản Khoa học Ba Lan (PWN), khu đô thị rộng 5.400 km², với 4.500 km² (83,33%) ở Ba Lan và 900 km² (16,67%) tại Cộng hòa Séc.

## Kinh tế
Trong lịch sử, hầu hết các khu vực được đặc trưng bởi công nghiệp nặng kể từ thời đại công nghiệp hóa vào cuối thế kỷ 19 và đầu thế kỷ 20. Ngoài than, Upper Silesia còn chứa một số tài nguyên có thể khai thác khác (metan, cadmium, chì, bạc và kẽm). trữ lượng than khai thác đến độ sâu tới 1000 mét - khoảng 70 tỷ tấn, điều kiện khai thác - tốt.